# Quatro discursos
Quatro discursos é um conceito desenvolvido pelo psicanalista francês Jacques Lacan. Ele argumentou que havia quatro tipos fundamentais de discurso. Ele definiu quatro discursos, que chamou de Mestre, Universitário, Histérico e Analista, e propôs que estes se relacionavam dinamicamente entre si.
A teoria dos quatro discursos de Lacan foi desenvolvida inicialmente em 1969, talvez em resposta aos eventos de agitação social durante maio de 1968 na França, mas também por meio de sua descoberta do que ele acreditava serem deficiências na leitura ortodoxa do complexo de Édipo. A teoria dos quatro discursos é apresentada em seu seminário L'envers de la psychanalyse e em Radiophonie, onde passa a utilizar o "discurso" como vínculo social fundado na intersubjetividade. Ele usa o termo discurso para ressaltar a natureza transindividual da linguagem: a fala sempre implica outro sujeito.

## Necessidade de formalizar a psicanálise
Antes do desenvolvimento dos quatro discursos, a principal diretriz da psicanálise clínica era o complexo de Édipo de Freud. No Seminário de Lacan de 1969-70, Lacan argumenta que o terrível pai edipiano que Freud invocou já estava castrado no momento da intervenção. A castração era mais simbólica do que física. Em um esforço para conter a tendência dos analistas de projetar suas próprias leituras imaginárias e fantasias neuróticas na psicanálise, Lacan trabalhou para formalizar a teoria psicanalítica com funções matemáticas com foco renovado na semiologia de Ferdinand de Saussure. Isso garantiria que apenas um mínimo de ensino fosse no ato da comunicação e também forneceria a arquitetura conceitual para limitar as associações do analista.

## Estrutura
O discurso, em primeiro lugar, refere-se a um ponto em que fala e linguagem se intersectam. Os quatro discursos representam as quatro formulações possíveis da rede simbólica que os laços sociais podem assumir e podem ser expressos como as permutações de uma configuração de quatro termos mostrando as posições relativas – o agente, o outro, o produto e a verdade – de quatro termos., o sujeito, o significante mestre, conhecimento e objet petit a.

### Posições
Agente (canto superior esquerdo), o falante do discurso.
Outro (superior direito), a que o discurso se dirige.
Produto (inferior direito), o que o discurso criou.
Verdade (inferior esquerdo), o que o discurso tentou expressar.

### Variáveis
S 1: o significante dominante, ordenador e doador de sentido de um discurso tal como é recebido pelo grupo, comunidade ou cultura. S 1 refere-se ao "círculo marcado do campo do Outro", é o Significante-Mestre. S 1 entra em jogo numa bateria significante conformando a rede de saberes.
S 2: o que é ordenado ou posto em movimento por S 1. É o conhecimento, o corpo de conhecimento existente, o conhecimento da época. S 2 é a "bateria de significantes, já aí" no lugar onde "se quer determinar o estatuto de um discurso como estatuto de enunciado", isto é, saber (savoir).
$: O sujeito, ou pessoa, para Lacan é sempre barrado no sentido de que está incompleto, dividido. Assim como nunca podemos conhecer o mundo ao nosso redor, exceto nas refrações parciais da linguagem e na dominação da identificação, também nunca podemos conhecer a nós mesmos. $ é o sujeito, marcado pela linha ininterrupta (traço unaire) que o representa e é diferente do indivíduo vivo que não é o locus desse sujeito.
a: o objet petit a ou mais- gozo. Na teoria psicanalítica de Lacan, objet petit a representa o objeto inatingível do desejo. Às vezes é chamado de objeto causa do desejo. Lacan sempre insistiu que o termo deveria permanecer sem tradução, "adquirindo assim o status de um signo algébrico". É o objeto-desperdício ou a perda do objeto que ocorreu quando ocorreu a divisão original do sujeito – o objeto que é a causa do desejo: o plus-de-jouir.

### Quatro Discursos

#### Discurso do Mestre
Vemos um sujeito barrado ($) posicionado como verdade do significante mestre, que se posiciona ele próprio como agente do discurso para todos os outros significantes (S 2), que ilustra a estrutura da dialética do senhor e do escravo. O mestre, (S 1) é o agente que põe o outro, (S 2) para trabalhar: o produto é um excedente, objeto a, que o mestre luta para se apropriar sozinho. Na sociedade moderna, um exemplo desse discurso pode ser encontrado nos ambientes de trabalho ditos “familiares” que tendem a esconder a subordinação direta sob a máscara da submissão “favorável” à verdade do mestre que gera valor. O alcance do Mestre pela verdade em princípio é o cumprimento de sua castração através do trabalho do sujeito. Baseado na dialética mestre-escravo de Hegel.

#### Discurso da Universidade
O saber na posição de agente é transmitido pelo instituto que legitima o significante mestre (S 1) tomando o lugar da verdade do discurso. A impossibilidade de satisfazer uma necessidade com um saber (que é uma coisa estrutural) produz um sujeito barrado ($) como sustentam os discursos, e o ciclo se repete com o sujeito primário sendo escravo dos valores da instituição para cumprir a castração. O "saber" de verdade do discurso está sendo posicionado à margem desse laço e nunca objeto direto do sujeito, e o instituto controla o objet a do sujeito e define o significante mestre do sujeito. Sintoma patológico de um agente nesse discurso é buscar a realização de sua castração através do gozo da castração de seu sujeito.

#### Discurso do Analista
A posição de um agente — o analista — é ocupada pelo objeto a do analisando. O silêncio do analista leva à histerização reversa, assim o analista torna-se um espelho da pergunta para o analisando, encarnando assim o desejo do sujeito barrado que deixa seu sintoma falar por si mesmo pela fala e assim ser interpretado pelo analista. O significante mestre do analisando surge como produto desse papel. O conhecimento oculto, posicionado como verdade do discurso (S 2), representa tanto a técnica de interpretação do analista quanto o conhecimento adquirido do sujeito.

#### Discurso do histérico
Apesar de sua aura patológica, o discurso do histérico exibe o modo de fala mais comum, borrando a linha entre a imagem clínica e a alteridade dos ambientes sociais. O objet a verdade é definido pela natureza interrogativa do endereço do sujeito (Quem sou eu?) bem como pelo encontro para satisfação do conhecimento. Isso impulsiona mutuamente o sujeito barrado e aciona os significantes mestres do agente. Leva o agente a produzir um novo conhecimento (produto do discurso) em uma tentativa fútil de dar a um sujeito barrado uma resposta para cumprir a castração do sujeito (Lacan em Discurso do Analista rompe o ciclo patológico dele deixando propositalmente a questão sem resposta, invertendo o discurso e colocando o analista no lugar do desejo histérico). No entanto, o objet a do sujeito é a busca do objet a do agente, assim sem ser um sujeito como no 'Discurso da Universidade' o Histérico acaba reunindo conhecimento ao invés de seu objeto uma verdade.

## Relevância para os estudos culturais
Slavoj Žižek usa a teoria para explicar vários artefatos culturais, incluindo Don Giovanni e Parsifal.
| Discurso     | Dom Giovanni | Parsifal | Características            |
| ------------ | ------------ | -------- | -------------------------- |
| Mestre       | Dom Otávio   | Amfortas | inautêntico, inconsistente |
| Universidade | Leporello    | Klingsor | inautêntico, consistente   |
| Histérico    | Donna Elvira | Kundry   | autêntico, inconsistente   |
| Analista     | Dona Anna    | Parsifal | autêntico, consistente     |